# شاطئ الأطفال الضائعين
شاطئ الأطفال الضائعين هو فيلم مغربي من إخراج جيلالي فرحاتي سنة 1991، و بطولة كل من سعاد فرحاتي، فاكمة الوكيلي، محمد تيمود، العربي اليعقوبي، وغيرهم.

## القصة
في إطار من الدراما الاجتماعية، يدور الفيلم في قرية ساحلية مغربية، حيث يسجن أب ابنته الحامل هرباً من العار، ويدّعي لاحقاً بأن الطفل ابنه من زوجته الجديدة.

## روابط خارجية
- شاطئ الأطفال الضائعين على موقع IMDb (الإنجليزية)
- شاطئ الأطفال الضائعين على موقع ألو سيني (الفرنسية)
- شاطئ الأطفال الضائعين على موقع أول موفي (الإنجليزية)
- شاطئ الأطفال الضائعين على موقع فيلمافينيتي (الإسبانية)
- شاطئ الأطفال الضائعين على موقع قاعدة بيانات الفيلم (الإنجليزية)
- شاطئ الأطفال الضائعين على موقع ليتربوكسد (الإنجليزية)
- شاطئ الأطفال الضائعين على موقع كينوبويسك (الروسية)